# Чужак (фильм, 2023)
«Чужак» (фр. Farang) — французский фильм 2023 года, снятый режиссёром Ксавье Жансом, написавшим сценарий в соавторстве с Гийомом Леманом и Магали Росситто. В ролях Нассим Си Ахмед, Кеннет Вон и Витхая Пансрингарм.
Мировая премьера состоялась 28 июня 2023, а в России премьера прошла 27 июля 2023.

## Сюжет
История расскажет о бывшем заключенном Сэме, который устроил свою жизнь в Таиланде, где основал семью, о которой всегда мечтал.  Пять лет спустя, его настигает прошлое, и несчастный случай оставляет ему только один выбор: бежать.

## В ролях
- Нассим Си Ахмед — Самир «Сэм» Барда
- Кеннет Вон
- Витхая Пансрингарм[англ.]
- Оливье Гурме — Наронг
- Джиджи Велиситат
- Лорин Нуней — Миа
- Мехди Хадим